# Лемибрин
Лемибрин (англ. Lemybrien; ирл. Léim an Bhradáin, «прыжок О’Брайена») — деревня в Ирландии, находится в графстве Уотерфорд (провинция Манстер) у трассы N25.

## Демография
Население — 194 человека (по переписи 2006 года). В 2002 году население составляло 210 человек.
Данные переписи 2006 года:
| Общие демографические показатели |               |                               |                               |      |      |
| Всё население                    | Всё население | Изменения населения 2002—2006 | Изменения населения 2002—2006 | 2006 | 2006 |
| 2002                             | 2006          | чел.                          | %                             | муж. | жен. |
| 210                              | 194           | −16                           | −7,6                          | 104  | 90   |